# Nü-jing
Nü-jing (Nüying) legendás személy a Kína történeti korszakát megelőző, öt császár korában. Jao (Yao) császár kisebbik lánya, akit apja a nővérével, O-huang (Ehuang)gal együtt a leendő Sun (Shun) császárhoz adott férjhez.
Amikor a két lány Sun (Shun)ék házához került, szembesülniük kellett azzal, hogy Sun (Shun) apja, Ku-szou (Gusou), a mostohaanyja és féltestvére, Hsziang (Xiang) minduntalan az ő é férjük életére törnek, csak hogy megszerezzék a Jao (Yao) császár által Sun (Shun)nak adott vagyont. Sun (Shun) ennek ellenére nem gyűlölte rokonait, hűséggel kitartott és tisztelettudóan szolgálta őket.
Amikor pedig Sun (Shun) később átvette Jao (Yao) császártól a kormányzást, és makulátlan erényű uralkodóként vonult be a történetírói hagyományba, és ezzel együtt a konfuciánus köztudatba.
Nü-jing (Nüying) szülte Sun (Shun) császár fiúgyermekét, Sang-csün (Shangjun)t.
Asszonyai férjükhöz hasonlóan rendkívül erényesek voltak. Sun (Shun) halála után a két nővér a Hsziang (Xiang)-folyóba vetette magát és megfulladtak. A későbbi hagyományban „a Hsziang (Xiang)-folyó asszonyainak” (Hsziang fu-zsen (Xiang furen) 湘夫人, vagy Hsziang csün (Xiang jun) 湘君) nevezték őket, és egyfajta halhatatlan folyamtündérként tekintettek rájuk.